# 1982 új világörökségi helyszínei
Az UNESCO Világörökség Bizottsága az 1982. október 13-17. között Párizsban megtartott 6. ülésszakán az alábbi helyszíneket nyilvánította a világörökség részévé:
| | Taszilin-Ádzser |
| Algéria |                 |
| Vegyes (I)(III)(VII)(VIII) |                 |
| Védett terület: 7 200 000 ha, hivatkozás: 179 |                 |
| A líbiai és nigeri közelében elterülő Taszilin-Ádzser hasadékokkal, kiszáradt folyómedrekkel és kőerdőkkel tagolt hegyvidéki fennsíkján 1933-ban sziklafestményeket fedeztek fel. Eddig több mint tizenötezer rajzot vettek nyilvántartásba, a különböző korokból származó képek közül a legkorábbiakat i. e. 6000 körülire datálták. A legkésőbbiek az időszámításunk előtti néhány évszázadban készülhettek. A rajzok elkészítésekor a terület sokkal csapadékosabb volt a mainál. A képek egy részén vadászokat, elefántokat zsiráf- és bivalycsordákat ábrázoltak. Háziállataik is voltak, egyes festményeken pásztorokat jelenítettek meg, ahogy csordáikat legeltetik. Az ábrák stilisztikai jellegzetességeik alapján több csoportra bonthatók, ezek mindegyikére más állatállomány jellemző. A képek egy részén vallási szertartások láthatók, ezeken a jeleneteken is világosan megkülönböztethetőek az egyes fázisok. A korábbi motívumok elnagyoltak és stilizáltak, a későbbiek már gondosabban kidolgozottak. A sziklafestmények az emberi fejlődés egyes szakaszainak felbecsülhetetlen értékű dokumentumai. |                 |

| | Mzab-völgy |
| Algéria |            |
| Kulturális (II)(III)(V) |            |
| Védett terület: 665,03 ha, hivatkozás: 188 |            |
| Az Mzab-völgyben mozabita berber népcsoportok a 11. században megerősített kis falvakat, kszárokat (fellegvár) alapítottak. A világörökségi helyszínhez öt ilyen kszár tartozik, el-Atteuf, Bunura, Beni-Izgen, Melika és Ghardaia. A zárt, tömör szerkezetű települések tökéletesen alkalmazkodtak a környezethez és az időjárási viszonyokhoz. Mind az öt falut fal veszi körül, míg a legmagasabb ponton egy mecset áll, ami a magtárral és a fegyverraktárral önmagában is egy erődítményt alkotott, és ostrom esetén ez volt a lakók legvégső menedéke. A mecsethez tartozó minaret őrtoronyként is funkcionált. Az agyagszínű lakóházak egyszerű kivitelezésűek és kocka alakúak. A lakók évente többször is költöztek, nyáron a falakon kívülre telepített ötletes öntözőrendszerrel életben tartott pálmaligetekbe és gyümölcsösökbe költöztek. Ezeken a nyári településeken erődjellegű lakóházakat és minaret nélküli mecseteket építettek, biztonságuk érdekében őrtornyokat emeltek. A völgy települései jelentős hatást gyakoroltak a 20. századi építészetre és várostervezésre. |            |

| | Dzsemíla |
| Algéria |          |
| Kulturális (III)(IV) |          |
| Védett terület: 30,6 ha, hivatkozás: 191 |          |
| A 900 méter tengerszint feletti magasságban elterülő ma Dzsemila néven ismert Cuicult az 1. század végén Nerva császár uralkodása alatt alapították egy korábbi berber település helyére. A római várostervezés jellegzetességeit a dombos terephez igazították. A település a 3. században élte virágkorát, de lakosainak száma már a 2. században elérte a tízezer főt. A 4. században a kereszténység megjelenésével újabb építkezések kezdődtek a területén, de az 5. századtól hanyatlani kezdett. Központja a főrum volt, amelyet a legfontosabb középületek szegélyeztek. A fórum mellett a város meghatározó épületei voltak a fürdők, a színház és a piac. Egyik főútja a cardo két végénél városkapukat emeltek. A 2. századtól a gazdagabb lakosok házaikat mozaikokkal díszítették. A 3. században a település kinőtte eredeti városfalait és déli irányban kezdett terjeszkedni, ahol létrejött egy középületekben és lakóépületekben gazdag negyed egy új fórummal. A 4. században kialakult egy keresztény negyed, ahol két bazilika, egy keresztelőkápolna, egy kápolna és több, a papság elszállásolására használt épület romai maradtak meg. A romvárosban 1909-ben kezdték meg az ásatásokat. |          |

| | Tipáza |
| Algéria |        |
| Kulturális (III)(IV) |        |
| Védett terület: 52,16 ha, hivatkozás: 193 |        |
| Az Algírtól 70 kilométerre nyugatra fekvő Tipáza egy jelentős pun kereskedőállomás volt. Az i. sz. 1. században római fennhatóság alá került, és a későbbi Mauretania provincia meghódítására indított hadjárat kiindulópontja lett. 430-ban vandálok foglalták el, ekkor keresztény lakosságának nagy része elmenekült, majd a 6. századtól hanyatlani kezdett és elnéptelenedett. A romváros régészeti jelentőségét az adja, hogy területén tanulmányozni lehet az őshonos civilizációk és az i. e. 6. századtól az i. sz. 6. századig tartó több hullámban érkező gyarmatosítók közötti kulturális kölcsönhatásokat. A ma is látható romok a föníciai, a római, az ókeresztény és a bizánci időkből származnak, valamint itt található Kbor er Roumia mauritániai király mauzóleuma is. A római korból a fórum, az amfiteátrum, a fürdő, villák és lakóházak romjai maradtak fenn. A házak egy részét festményekkel és mozaikokkal díszítették. A lakóépületek, a boltok és a műhelyek egy sűrűn beépített kör alakú területen zsúfolódtak össze. Közvetlenül a tengerparton egy, a korai kereszténység idejére datálható bazilika állt. A város másik jelentős keresztény műemléke a 14. században épült héthajós templom. |        |

| | Tímgád |
| Algéria |        |
| Kulturális (II)(III)(IV) |        |
| Védett terület: 90,54 ha, hivatkozás: 194 |        |
| Az Aurés-hegység északi lejtőjén elterülő Timgád az i. sz. 3. században Numidia egyik legfontosabb városa volt. A települést i. sz. 100-ban alapította Traianus császár, hogy otthont biztosítson a nyugállományú római légiósoknak. Az előzményekkel nem rendelkező település a római várostervezés tökéletes példája. Alaprajza rácshoz hasonlít, két fő sugárúttal az észak-déli cardóval és a kelet-nyugati irányú decumanussal. A várost egy minden oldalán 355 méter hosszú fal veszi körül. Ma is látható épületeinek nagy része a 2. századból származik. Közülük legfontosabb egy majdnem 4000 személyes színház, a fórum, a kúria, a bazilika, egy piac és fürdők a város déli részén. Az északkeleti városrészben újabb fürdők és egy nyilvános könyvtár kapott helyet. Az utcákat mészkőlapokkal borították és a gazdagabb házakat mozaikokkal díszítették. A 4. és az 5. században a szakadár donatisták egyik központja lett. Az 5. század végén vandálok pusztították el, később a bizánci korban újjáépítették, de a 7. században az arab hódítások során újból lerombolták és ekkor már a sorsára hagyták. Feltárása korán, már 1880-ban elkezdődött. |        |

| | Cahokia |
| Amerikai Egyesült Államok |         |
| Kulturális (III)(IV) |         |
| Védett terület: 541 ha, hivatkozás: 198 |         |
| Cahokia földhalmai Illinois állam délnyugati részén St. Louistól 13 kilométerre helyezkednek el. A földhalmok egy olyan őslakos kultúrához tartoztak, amely az idők során teljesen feledésbe merült. Itt terült el a Mexikótól északra eddig ismert legnagyobb Kolumbusz előtti település. Fénykorában, Kr. u. 850 és 1150 között a városban több mint 100 lapos tetejű piramis és földhalom állt, melyek közül mintegy 20 ma is látható. Egykor a halmokon hatalmas faszerkezetű épületek - talán az előkelők lakhelyei - álltak, de a lakosok többsége a halmok és terek körül húzódó kisebb faépületekben élt. A lakosság száma vélhetően meghaladta a 10 000-et, de a környező falvakkal együtt elérhette a 40 000 főt is. A város vonzáskörzetéhez több peremkerület és számos közeli falu is tartozott. A települést fallal vették körül, ez egy nagyobb területet védett a támadásoktól, ezen kívül a város központját még egy külön palánksorral is megerősítették. A lelőhely jellegzetes építményei a mesterséges földhalmok (mound), ezek temetkezési, szertartási helyek vagy lakóházak alapjai voltak. Közülük legnagyobb a Monk's Mound ennek területe 5 hektár, magassága pedig eléri a 30 métert és feltételezhetően szertartási helynek használták. Az itt lakók hétköznapi életéről keveset tudunk, annyi biztosra vehető, hogy egy magasan fejlett és hierarchikusan tagolódó, mezőgazdasággal foglalkozó társadalom volt. A régészeti területen feltárt kör alakú mélyedésekbe valószínűleg faoszlopokat állítottak, ezek egyfajta naptárként funkcionálhattak. |         |

| | Nyugat-Tasmania nemzeti parkjai |
| Ausztrália |                                 |
| Vegyes (III)(IV)(VI)(VII)(VIII)(IX)(X) |                                 |
| Védett terület: 1 584 233 ha, hivatkozás: 181 |                                 |
| A Cradle-hegy és Tasmania délnyugati csúcsa között húzódó, 13800 négyzetkilométeren elterülő helyszín öt nemzeti parkból (Lake St. Clair, Franklin-Lower Gordon, Wild Rivers, South-West, Walls of Jerusalem, Hartz Mountains) és további védett területekből áll. Itt található a Föld egyik utolsó érintetlen ökoszisztémája, egy mérsékelt övi esőerdő egyedülálló állatvilággal. A védett területek hálózatához számos part menti sziget is hozzátartozik. A táj jellegzetes elemei a mély kanyonok, a fűrészfogú hegycsúcsok, a vízesések, a lápok, az elmocsarasodott térségek, a barlangok és a tavak. A látványos földtani formák glaciális eróziós folyamatok eredményei. A barlangokban feltárt leletek (kőszerszámok, kenumaradványok és sziklafestmények) szerint a szélsőséges időjárás ellenére a terület már 35 ezer évvel ezelőtt is lakott volt. A változatos növény és állatvilág bizonyítéka a vidék ősi, gondwanai örökségének. Az állatok között Tasmania elszigeteltsége miatt sok az endemikus faj, ilyen például a tasman ördög, a narancshasú fűpapagáj vagy az ékfarkú sas. |                                 |

| | Lord Howe-szigetcsoport |
| Ausztrália |                         |
| Természeti (VII)(X) |                         |
| Védett terület: 146 300 ha, hivatkozás: 186 |                         |
| A Tasman-tengerben fekvő 28 tagból álló szigetcsoport egy hétmillió évvel ezelőtt kitört pajzsvulkán erősen erodálódott maradványa. Délnyugati partjainál kőkorallokból és elmeszesedett vörösalgákból kialakult zátony húzódik. Ez a világ legdélebben fekvő korallzátonya, amely az egymást váltó hideg és meleg áramlatok miatt jelentősen különbözik az északabbra található meleg vizes zátonyoktól. A szigeteken kis méretük ellenére változatos a táj, vulkáni hegyvonulatok, meredek lejtők és sziklák váltakoznak. A trópusi és a mérsékelt égöv határánál fekvő szigeteken távoli fekvésüknek köszönhetően sajátos ökoszisztéma alakult ki, itt élő 220 növényfaj egyharmada csak itt található meg. A sűrű erdőkben veszélyeztetett madárfajok élnek, köztük az ékfarkú viharmadár, a fehérhasú viharfecske és a röpképtelen barna bozótguvat. |                         |

| | Olinda történelmi óvárosa |
| Brazília |                           |
| Kulturális (II)(IV) |                           |
| Védett terület: 120 ha, puffer zóna: 920 ha, hivatkozás: 189 |                           |
| A Brazília atlanti partvidékének északi részén fekvő Olindát portugál megszállók alapították 1537-ben. A település legfőbb bevételi forrása cukornádültetvényekből származott. A 17. század elején a hollandok meghódították a területet, ekkor a város komoly károkat szenvedett. 1654-ben egy Guararapes közelében vívott csata után a portugálok visszaszerezték és az elpusztított épületeket helyreállították, illetve kibővítették. Ma is látható műemlékeinek túlnyomó többsége a 17. és a 18. századból származik, óvárosa a brazil barokk építészet egyik legszebb példája. A korai misszionáriusok által építtetett templomokból és kápolnákból csak kevés maradt fent. A település mindig is fontos vallási központ volt, erről a ferences, bencés és karmelita kolostorok mellett mintegy 20 barokk templom és számtalan kápolna tanúskodik. Legkorábban épült temploma az 1537-ben alapított Igreja da Sé a város északkeleti részén terül el, és 1676-tól Olinda és Recife érsekségének székesegyházaként működik. A városközpontban az utóbbi évtizedekben átfogó állagmegóvási munkákat végeztek, ennek során felújításra került többek között az egykori jezsuita kollégium a mellette álló Graca-templom és az érseki palota is. |                           |

| | Tai Nemzeti Park |
| Elefántcsontpart |                  |
| Természeti (VII)(X) |                  |
| Védett terület: 330 000 ha, hivatkozás: 195 |                  |
| A libériai határ közelében fekvő 3300 négyzetkilométer kiterjedésű nemzeti parkban található annak a hatalmas kiterjedésű őserdőnek az egyik utolsó darabja amely valamikor Ghána, Elefántcsontpart, Sierra Leone és Libéria legnagyobb részét borította. Ez Nyugat-Afrika legnagyobb összefüggő erdőterülete. Az őserdő lombtakarója szinte nem engedi át a fényt, vastag törzsű liános fái elérhetik az 50 méteres magasságot is. Az aljnövényzet alapján az erdő több részre osztható, északon és délkeleten kevesebb, míg délnyugaton a több tápanyagot tartalmaz a talaj. A terület dél felé kissé emelkedik és itt található a nemzeti park legcsapadékosabb és legtermékenyebb része. Az erdőben körülbelül 1300 növényfaj él, köztük páfrányok és tartógyökeres mangrovék is. Ezen kívül olyan kihaltnak hitt növényeket is azonosítottak, mint például az óriáskontyvirágok nemzetségének egyik tagja az Amorphophallus staudtii. A park állatvilága változatos, elefántok, törpe vízilovak, párducok, Antilopok, majmok (köztük csimpánzok) élnek itt. A madárfajok száma is jelentős, és a trópusi esőerdő számos olyan hüllőfajnak is otthont ad mint a karimás kaméleon és a zöld bozóti vipera. |                  |

| | Arc-et-Senans királyi sólepárlója |
| Franciaország |                                   |
| Kulturális (I)(II)(IV) |                                   |
| Védett terület: 10,48 ha, puffer zóna: 797,18 ha, hivatkozás: 203 |                                   |
| A régióban már 7000 évvel ezelőtt is folytattak sókitermelést, a helyszínhez tartozó sólepárló és sóbánya a só kelet-franciaországi bányászatának történetét szemlélteti. Az arc-et-senans-i királyi sóüzemet a 18. században létesítették aprólékosan kidolgozott tervek alapján. Az épületegyüttes XVI. Lajos uralma alatt készült el Claude-Nicolas Ledoux tervei után. A sólepárló félkör alakú, ami lehetővé tette a racionális munkaszervezést. Ez volt az ipari építészet első jelentős alkotása, az itt dolgozók hierarchikus viszonyait jól szemlélteti az igazgató fényűző háza. A létesítményt kettős, 21 kilométer hosszú csatornarendszer kötötte össze a salins-les-bains-i sóbányával amelyen naponta 135 ezer liter vizet szállítottak a feldolgozó üzembe. A vizet dézsákban párologtatták el, amelyeket éjjel-nappal melegítettek. Ebben a sóbányában már a középkorban is folyt a kitermelés a megmaradt épületek jelentős része raktár valamint a munkások lakóépületei. |                                   |

| | Nemzeti Történelmi Park |
| Haiti |                         |
| Kulturális (IV)(VI) |                         |
| Védett terület: 25 285,6 ha, hivatkozás: 180 |                         |
| A nemzeti parkot 1978-ban elnöki rendeletre hozták létre. Az ország északnyugati részén elterülő 25 négyzetkilométeres park 19. század elejéről származó épületei Haiti Franciaországtól való függetlenné válására emlékeztetnek. Az építkezéseket Henri Christophe, egy volt tábornok utasítására kezdték el, aki 1811-ben királlyá kiáltotta ki magát. A dús növényzettel borított, hegyes-völgyes vidéken található építményeket szabadságukat visszanyert egykori rabszolgák emelték. A nemzeti parkhoz a Citadella, a Sans Souci kastély és Ramiers romjai tartoznak. A Citadella, a 19. századi katonai célú építészet kiemelkedő példája mintegy tízezer négyzetméteren helyezkedik el 970 méter tengerszint feletti magasságban. Az erőd befogadóképessége elérte az 5000 főt. Védelmére nagyméretű vastag falakat építettek, ami majdnem bevehetetlenné tette, vízellátását bonyolult víztároló rendszer biztosította. A Sans Souci Palota 1807-ben eklektikus stílusban épült. A palota eredetileg 20 hektárnyi területen feküdt, napjainkra a korábban kórházként és fegyverraktárként is használt épületből csak romok maradtak meg. Ramiers lakóépületeit a király halála után lerombolták. |                         |

| | Río Plátano Bioszféra-rezervátum |
| Honduras |                                  |
| Veszélyeztetett világörökségi helyszínek listájára került: 1996 - 2007, 2011 - |                                  |
| Természeti (VII)(VIII)(IX)(X) |                                  |
| Védett terület: 350 000 ha, puffer zóna: 150 000 ha, hivatkozás: 196 |                                  |
| A Honduras északkeleti részében, a Moszkító régióban található rezervátum a Karib-tenger partjától délnyugati irányban a szárazföld belseje felé nyúlik el és magába foglalja a Platano folyó szinte teljes vízgyűjtő területét. A körülbelül 8300 négyzetkilométer összterületű bioszféra rezervátum gazdag növény- és állatvilágnak ad otthont. A Rio Platano érintetlen partszakaszain túl lagúnák és part menti szavannák húzódnak, nádasokkal, pálmákkal és fenyőerdőkkel. Az rezervátumban élő növényfajok száma meghaladja a kétezret, ezen kívül 39 emlős, 377 madár és 126 hüllő, valamint kétéltű fajt tartanak nyilván. A rezervátum területén prekolumbián kultúrák maradványait fedezték fel, több mint kétszáz lelőhelyen. Ezek közül legfontosabb a Ciudad Blanka (Fehér város), a maja civilizáció egyik jelentős városának maradványa. A területen folytatott illegális fakitermelés, halászat és orvvadászat miatt 2011-től a rezervátum a veszélyeztetett világörökségi helyszínek listáján szerepel. |                                  |

| | Sibám városfallal körülvett óvárosa |
| Jemen |                                     |
| A veszélyeztetett világörökségi helyszínek listájára került: 2015 |                                     |
| Kulturális (III)(IV)(V) |                                     |
| Hivatkozás: 192 |                                     |
| A sziklás fennsíkon elhelyezkedő település pontos korát eddig még nem tudták megállapítani. A város egy kis dombra épült, így megmenekült az időnkénti pusztító árvizektől. Néhány építménye az iszlám első századaira datálható, mint például a 904-ben emelt Péntek-mecset. A várat 1220 körül emelték, a többi épület túlnyomó többsége viszont a 16. században épült. A majdnem szabályos téglalap alakú óvárost egy körülbelül 400 x 500 méteres agyagfal veszi körül, a körbezárt területen megközelítőleg 500 ősi lakóház áll. A teljesen egységes kinézetű házak rácsos szerkezetben kerültek elrendezésre, némelyikük közel 30 méter magas. A legmagasabb házak nyolc emeletesek, a többi átlagosan ötszintes. Építésükhöz égetés nélküli agyagtömböket használtak fel. Az egymáshoz közelálló épületek homlokzatának felső részét fehér festékkel díszítették amelybe az állagmegóvás érdekében kötőanyagokat kevertek, de ennek ellenére a felső szinteket így is átlag tízévente fel kell újítani. Az országban uralkodó háborús állapotok miatt a helyszín felkerült a Veszélyeztetett világörökségi helyszínek listájára. |                                     |

| | Havanna óvárosa és erődítményei |
| Kuba |                                 |
| Kulturális (IV)(V) |                                 |
| Védett terület: 238,7 ha, puffer zóna: 412,4 ha, hivatkozás: 204 |                                 |
| Havanna a spanyol uralom idején a kontinens egyik legfontosabb városa volt. 1519-ben alapították a hódítók, városaik közül utolsónak és kedvező elhelyezkedésének köszönhetően hamar a gyarmatbirodalom bejárataként, fontos hajóépítő központként és a Spanyol Királyság felé induló hajó flották találkozási pontjaként funkcionált. A 16. és a 18. század között védelmére egy erődrendszert hoztak létre, ennek fő elemei a Castillo de la Real Fuerza, a Castillo de los Tre Reyes del Morro, a Fortaleza de San Carlos és a Castillo de la Puntan. Az óváros ma is látható épületeinek egy része barokk és neoklasszikus stílusban épült, a városképet boltíves, teraszos, kovácsolt vassal díszített belső udvaros lakóházak egészítik ki. Legfontosabb terei a Plaza de Armas és a Plaza de la Cathedral a San Cristobal-katedrálissal. Az épületet 1707-ben fejezték be, feltűnő jellegzetessége aszimmetrikus homlokzata. A város sértetlenül vészelte át a 19. századi függetlenségi háborúkat és viszonylag kevés kárt szenvedett az 1950-es évek zavaros időszakában is. |                                 |

| | Leptis Magna régészeti helyszíne |
| Líbia |                                  |
| A veszélyeztetett világörökségi helyszínek listájára került: 2016 |                                  |
| Kulturális (I)(II)(III) |                                  |
| Védett terület: 387,5 ha, hivatkozás: 183 |                                  |
| Leptis Magna Szabráta és Oia mellett ahhoz a három városhoz tartozott, amelyeket a föníciaiak alapítottak a térségben. A település a sivatagi törzsek ismétlődő támadásai ellenére fontos kereskedelmi központ volt, lakosainak száma a harmadik pun háború idején 15000 fő körül lehetett. Az i. e. 1. században a Római Birodalom része lett. Fénykorát a i. sz. 2. században, az innen származó Septimius Severus idejében élte. Uralkodása alatt bővítették a kikötőt, új császári fórumot építettek, és a város hőforrásait oszlopos sugárúttal kötötték össze. Leptis Magna a birodalom egyik legszebb városa volt, egyben a Severus-kor várostervezésének egyik kiemelkedő példája. Hanyatlása a 4. században kezdődött, amikor folyamatosan fosztogatták, majd az arab inváziók miatt teljesen elvesztette jelentőségét és elnéptelenedett. A tervszerű ásatásokat az 1920-as években kezdték meg. A romváros legfontosabb mai is látható részei a fórum, a Severus diadalív, a „régi fórum” Roma, és Augustus templomával, a piac, egy Augustus korabeli színház, a kereskedők negyede és a Hadrianus korabeli fürdők. |                                  |

| | Szabrátha régészeti helyszíne |
| Líbia |                               |
| A veszélyeztetett világörökségi helyszínek listájára került: 2016 |                               |
| Kulturális (III) |                               |
| Védett terület: 90,5 ha, hivatkozás: 184 |                               |
| Szabrátha kereskedővárosa a Szaharán áthaladó útvonalak egyik kezdő és végpontja volt, Leptis Magna és Oia mellett egyike a föníciaiak által alapított három városnak. Karthágó elpusztítása után Masszinissza numidiai király fennhatósága alá került, majd a Római Birodalom része lett és gyors fejlődésnek indult. Mai is látható épületeinek jelentős részét a 2. és a 3. században emelték. A korai keresztény időkben püspöki székhely lett. Hanyatlása a 4. században kezdődött, amikor földrengések és vandál támadások miatt súlyos károkat szenvedett. A 6. században bizánci a 7. századtól a 16. századig arab ezután oszmán fennhatóság alá került. Legismertebb épületei a színház, az oszlopsoros fórum, a Capitolium, Szerápisz-,a Herkules-, az Ízisz- a Jupiter-, és az Antonius-templom, az 1. században épült bazilika, a tengerparton álló, Justinianus korában emelt mozaikpadlós bizánci templom, valamint fürdők és közkutak. Az 5000 férőhelyes színházat Commodus császár uralkodása alatt építették, legjobb állapotban megmaradt része a színpad mögött látható több emelet magas díszes fal, amelyet egymást részben fedő márványoszlopokkal osztottak három részre. |                               |

| | Küréné régészeti helyszíne |
| Líbia |                            |
| A veszélyeztetett világörökségi helyszínek listájára került: 2016 |                            |
| Kulturális (II)(III)(VI) |                            |
| Védett terület: 131,7 ha, hivatkozás: 190 |                            |
| A várost az Égei-tengerben fekvő Théra (mai nevén Szantorini) sziget lakosai népesítették be. Théra gyarmataként Küréné a hellenisztikus világ egyik legfontosabb városává fejlődött. Nagy Sándor halála után az akkor Kürénaika nevet viselő település a Ptolemaiosz-dinasztia kezére került, majd i. e. 74-ben a Római Birodalomhoz csatolták. Egyik virágkorát Augustus császár alatt élte, azonban Traianus uralkodása alatt 117-ben hadserege levert egy lázadást. A város befolyását egészen 365-ig meg tudta őrizni, utána viszont gyors hanyatlásnak indult és hamarosan elnéptelenedett. A területen három épületegyüttes található az i. e. 4. századi Apollón-szentély, az Akropolisz és az Agóra, valamint az ókor egyik legkiterjedtebb és legváltozatosabb nekropolisza. A többi fennmaradt épület az i. e. 5. században emelt Zeusz-templom, az i. e. 6. századi Artemisz-templom, a görög színház, amit Hadrianus idejében amfiteátrummá alakítottak, az Agóra mellett álló Démétér-szentély, az Odeon, és a fórum. Ezenkívül a déli kapu közelében látható a római színház és a mozaikokkal díszített kora keresztény bazilika. |                            |

| | Firenze történelmi központja |
| Olaszország |                              |
| Kulturális (I)(II)(III)(IV)(VI) |                              |
| Védett terület: 505 ha, puffer zóna: 10 480 ha, hivatkozás: 174 |                              |
| Firenze történelmi központja a városban több mint 600 évig tartó rendkívüli művészeti tevékenység eredménye. A várost i. e 59-ben alapították a rómaiak, majd az évszázadok során fokozatosan megszerezte a rivális toszkán települések feletti uralmat. A 14. században fallal vették körül és ekkor kezdődött mintegy két évszázadon át tartó aranykora. A Medici-család uralma alatt komoly befolyást gyakorolt Európa művészetére. Legfontosabb épülete a Santa Maria del Fiore-katedrális amelynek kupoláját Filippo Brunelleschi tervei alapján építették 1420 körül. Harangtornyát Giotto di Bondone tervezte 1334-ben. Jelentős egyházi építményei a Santa Croce-bazilika, a Keresztelőkápolna a Paradicsom Kapujával és a San Lorenzo-templom a Medici család síremlékeivel. A dómtól délre található a város politikai és kulturális központja a Piazza della Signoria a Palazzo Vecchióval, a városházával. Legfontosabb múzeumai az Uffizi képtár, a világ egyik leghíresebb képgyűjteményével, a Bargello Múzeum és a Pitti-palota a mellette fekvő Boboli-kertekkel. Az Arno folyón átívelő hidak közül legrégebbi a Ponte Vecchio, ahol korábban csak az aranyművesek tarthattak fenn műhelyt. |                              |

| | Aldabra-korallzátony |
| Seychelle-szigetek |                      |
| Természeti (VII)(IX)(X) |                      |
| Védett terület: 35 000 ha, hivatkozás: 185 |                      |
| Az Indiai-óceánban fekvő Aldabra-atoll négy szigete, a Picard, a Polymnia, a Malabar és a Grande Terre egy viszonylag sekély lagúna mellett helyezkedik el. Arab kereskedők fedezték fel több száz évvel ezelőtt és a szigetcsoportnak az al-Csadra, „zöld szigetek” nevet adták. A szigetek körül korallszirtek helyezkednek el. A tömegturizmus számára elérhetetlen Aldarba-atoll az Indiai óceán legérintetlenebb területe, ahol alig hagyott nyomot az emberi civilizáció. A területet 1976-ban helyezték védelem alá. A szigetcsoport az egyetlen hely, ahol egy hüllő a domináns növényevő faj, ez az aldabrai óriásteknős, amelynek itt élő több mint százötvenezer egyedet számláló populációja a legnagyobb a világon. Az óriásteknősök tömege elérheti a negyed tonnát, élettartamuk esetenként meghaladja a száz évet is. Jellegzetességük a viszonylag kisméretű fejük. A korallzátony a teknősök mellett változatos növény- és állatvilágnak ad otthont, ami nem jellemző a kisméretű óceáni szigetcsoportokra. |                      |

| | Anuradhapura szent városa |
| Srí Lanka |                           |
| Kulturális (II)(III)(VI) |                           |
| Hivatkozás: 200 |                           |
| Anuradhapura, a buddhizmus egyik legfontosabb szent helye mintegy 1300 éven keresztül politikai és vallási főváros volt. Alapítása a hagyomány szerint egy szent fügefához kötődik. Ez a fa annak a fának egyik ágából fejlődött ki, ami alatt a Buddha megvilágosodott. A legenda szerint az ágat i. e. 244-ben hozta Sri Lankára egy Szang-Hamita nevű buddhista szerzetesnő. A több mint 2200 éves fa, a Sri Maha Bodhi ma is él, egy szentélyből kiindulva a városközpont egy részét elborítja. A település alapítása után nem sokkal az ország fővárosa lett. A város legfontosabb műemlékei a kör alaprajzú, monolit oszlopokkal körbevett leginkább szingaléz sztúpákhoz hasonlító szent sírkamrák. Anuradhapura legfontosabb műemlékei közé tartozik az i. e. 3. században épült Iszurumunija-szentély, amelyet laikusok alapítottak a szent fa körül történt csodák hatására, az i. e. 2. században emelt 110 méter magas Ruvanveli dagoba, az i. e. 1. századból származó Abhajagiri-kolostor, valamint a világ legmagasabb sztúpája az i. sz. 4. századra datálható Dzsetavana dagoba. A települést később többször is dél-indiai csapatok támadták meg, ennek hatására 993-ban lakossága elmenekült és teljesen elnéptelenedett. Maradványait benőtte a dzsungel, azonban napjainkban újra látogatható |                           |

| | Polonnaruva |
| Srí Lanka |             |
| Kulturális (I)(III)(VI) |             |
| Hivatkozás: 201 |             |
| Polonnaruva a korábbi ideiglenes királyi rezidencia Anuradhapura 993-as elpusztítása után az ország fővárosává vált. Ma is látható középkori műemlékei a hódító Csolák és a 12-13. századi szingaléz uralkodók korából származnak. A település virágkorát a 12. században élte majd a 13. század végén hosszú hanyatlás után a kormányzat székhelyét elköltöztették, ezután lakosai elhagyták. 9. századi épületeit a brahmanizmus tiszteletére emelték, ezek főleg Siva-templomok voltak amelyeket bronzszobrokkal díszítettek. A 11. században miután a Csolák hatalmát leverték főleg buddhista szentélyeket építettek valamint egy palotát, középületeket, iskolákat, kórházakat és öntözőrendszereket. A város legjelentősebb műemlékei a 12. századból valók köztük egy hatalmas kert amelynek öntözőrendszere ma is használható, egy palota tanácsteremmel és fürdővel, a Gal Vihára barlangtemplom egy 14 méter hosszú fekvő buddha szoborral és a „Nyolc Ereklye Háza”. A 13. század elejére datálható emlékművek kevésbé kifinomultak de hasonlóan monumentálisak közülük legjelentősebb a Rankot Vihara egy 175 méter átmérőjű 55 méter magas sztúpa. |             |

| | Szigirija |
| Srí Lanka |           |
| Kulturális (II)(III)(IV) |           |
| Hivatkozás: 202 |           |
| Szigirija egy hegyi erőd ami az ország középső részén emelkedő 200 méter magas úgynevezett Oroszlán-sziklán helyezkedik el. A trópusi növényzetből kiemelkedő erősen lekopott vulkanikus szikla tetejére az 5. század végén, I. Kásjapa király uralkodása alatt építették az erődöt, amelynek ma már csak a romjai láthatók. A hozzá vezető ösvény (amely egy téglából készült nagyméretű oroszlánszobor lábaitól indul) sziklafalait festményekkel díszítették, ezek közül sok kiváló állapotban maradt fenn. A képek nimfákat ábrázolnak az alakok között helyenként versekkel amelyek a szingaléz nyelv legősibb megmaradt szövegei közé tartoznak. A nőalakok virágokkal üdvözlik az elvonuló uralkodót, a szövegekből kiderül, hogy az ősi Ceylon irodalma jelentős hatást gyakorolt a település életére. A környéket uraló hatalmas citadella fő részeit csarnokok, fürdők, hidak, kertek és szökőkutak alkotják. |           |

| | Selous Vadvédelmi Terület |
| Tanzánia |                           |
| A veszélyeztetett világörökségi helyszínek listájára került: 2014 |                           |
| Természeti (IX)(X) |                           |
| Védett terület: 5 120 000 ha, puffer zóna: 21 492 ha, hivatkozás: 199 |                           |
| A Selous vadrezervátumot a 20. század elején nyilvánították védett területté. A Délkelet-Tanzániában található 50 000 négyzetkilométer kiterjedésű ökoszisztéma a Föld egyik legnagyobb védelem alatt álló területe, körülbelül egymillió állat otthona. A vadrezervátum magába foglalja a Mikumi Nemzeti parkot és a Kilombero Természetvédelmi területet. A térségben a sűrű erdőktől a nyílt fás-füves tájakig többféle növényi övezet található. Nagyobb részét lombhullató erdő borítja, mellette sztyeppék, szavannák, elszórt erdősávokkal tagolt füves térségek találhatók. A talaj viszonylag terméketlen a tél pedig száraz, ennek ellenére nagy a vadsűrűség és az itt élő fajok száma. Ez a sokszínű élőhelynek, az ivóvízbőségnek és az emberi települések hiányának köszönhető. A rezervátumban mintegy 400 állatfaj él, 1986-ban 57 faj körülbelül 750 ezer egyedét jegyezték fel. Az itt élő gnúk számát ekkor 150 ezerre, az elefántokét 100 ezerre, az antilopokét és zebrákét 50-50 ezerre a vízilovakét 20 ezerre becsülték. A különféle növényzeti zónák zsiráfoknak, valamint gepárdoknak, párducoknak és oroszlánoknak nyújtanak élőhelyet.1994-ben az illegális vadászat miatt az elefántok számát már csak 50 ezer példányra becsülték, ami az ország teljes elefántpopulációjának a fele volt. Az orvvadászat következtében jelentősen csökkent az itt élő elefántok és orrszarvúk száma, ezért a helyszín felkerült a Veszélyeztetett világörökségi helyszínek listájára. |                           |